# Debora Serracchiani
Debora Serracchiani (ur. 10 listopada 1970 w Rzymie) – włoska polityk i prawniczka, parlamentarzystka, deputowana do Parlamentu Europejskiego VII kadencji (2009–2013), prezydent regionu Friuli-Wenecja Julijska (2013–2018).

## Życiorys
Z wykształcenia prawnik, praktykowała w zawodzie jako prawnik w zakresie prawa pracy. Była radną drugiej dzielnicy Udine, pełniła funkcję koordynatora komisji planowania przestrzennego. W 2006 z listy Demokratów Lewicy i w 2008 z listy Partii Demokratycznej uzyskiwała mandat radnej prowincji Udine. W 2008 została także sekretarzem PD w Udine.
21 marca 2009 na partyjnym kongresie wygłosiła przemówienie, w którym zaatakowała partyjne władze i ich decyzje. Wystąpienie to zostało skomentowane w gazetach („l’Unità” i hiszpańskim „El País”), a sama autorka zaproszona do talk show w stacji Rai Due.
Wkrótce została kandydatką w wyborach europejskich. W wyniku głosowania z listy PD uzyskała mandat posłanki do Parlamentu Europejskiego VII kadencji. Przystąpiła do grupy Postępowego Sojuszu Socjalistów i Demokratów, Komisji Transportu i Turystyki. W 2013 wygrała wybory na urząd prezydenta regionu Friuli-Wenecji Julijskiej, pokonując niewielką przewagą głosów ubiegającego się o reelekcję Renza Tondo. W 2018 została natomiast wybrana do Izby Deputowanych XVIII kadencji. W 2022 z powodzeniem ubiegała się o reelekcję do niższej izby włoskiego parlamentu.